# Irmãs de Nesle

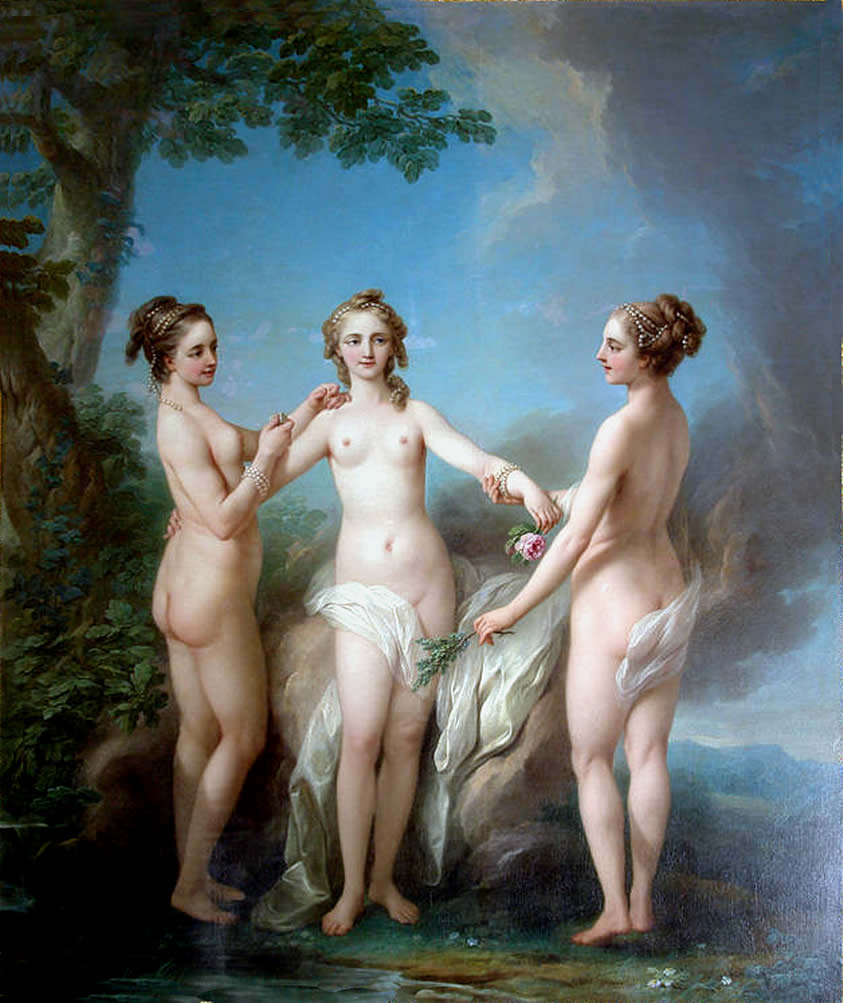
As Três Graças por Charles-André van Loo (c. 1765). Tradicionalmente assumidas como sendo as irmãs de Nesle.

As irmãs de Nesle (francês: sœurs de Nesle) eram as cinco filhas do marquês e marquesa de Nesle, quatro das quais foram amantes do rei Luís XV de França.

## Antecedentes
As irmãs de Nesle provinham de uma família nobre com uma longa tradição de envolvimento com a realeza, particularmente no papel de amantes reais. Sua mãe, uma figura de destaque durante a Régence (a Regência), foi amante do duque de Bourbon, ministro-chefe de Luís XV, o que consolidou a posição da família na corte francesa. Por sua vez, a sua bisavó das irmãs Nesle, Hortênsia Mancini, sobrinha do cardeal Mazarin (ministro-chefe de Luís XIV) e membro das Mazarinettes, se envolveu romanticamente com homens poderosos da sua época, incluindo o rei Carlos II de Inglaterra e Carlos Emanuel II, duque de Saboia. Essa linhagem de mulheres ligadas a figuras de alta nobreza e realeza reflete a contínua associação da família Nesle com os círculos de poder e influência no século XVIII.

## As irmãs

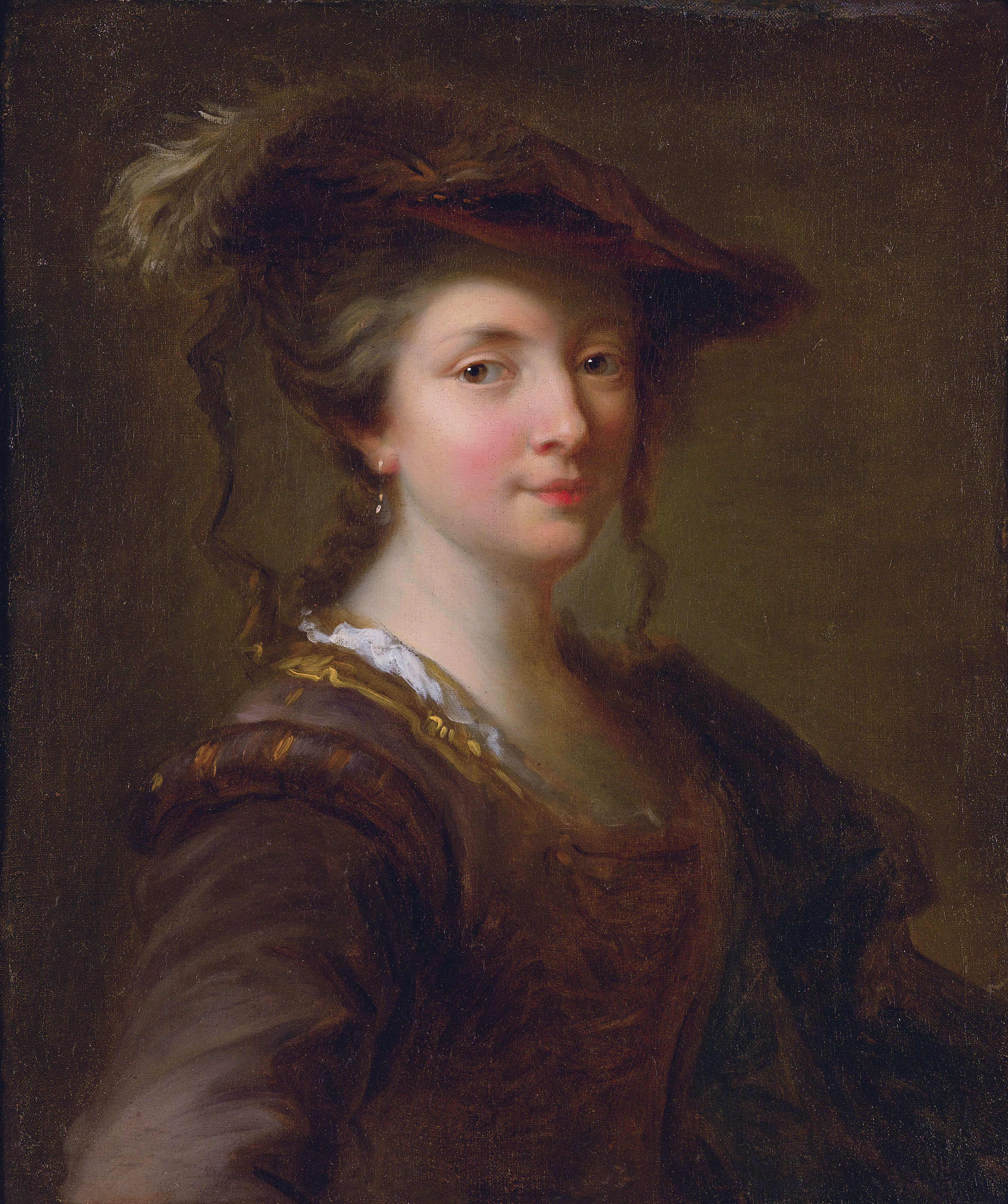
Louise Julie
Primogénita dos marqueses de Nesle, Louise Julie nasceu em 1710. Em 31 de março de 1726, ela se casou com seu primo Louis Alexandre de Mailly, conde de Mailly. Pouco depois de seu casamento, Louise Julie atraiu a atenção do rei Luís XV e seu marido permitiu que ela se tornasse uma amante real. Ela foi descrita como uma beldade magra, com um rosto oval perfeito e olhos escuros com sobrancelhas marcadas, o que lhe dava um "charme provocador e sensual". Embora tenha se tornado amante do rei em 1732, Madame de Mailly não foi reconhecida como sua maîtresse-en-titre (amante oficial) até 1738. Neste ano, as relações íntimas entre o rei e a rainha haviam cessado, logo após a décima primeira gravidez da rainha terminar em um aborto espontâneo e ela ser informada de que uma próxima gravidez seria fatal; isso marcou o fim da influência da rainha sobre o rei e uma mudança do favor real em direção à Louise Julie. A condessa de Mailly não usou sua nova posição na corte para enriquecer ou interferir na política, ao contrário de sua irmã Marie Anne, que provou ser uma intrigante política de sucesso. Ela convidou todas as suas irmãs para a corte em diferentes ocasiões e as ajudou a se estabelecerem socialmente. Em 1739, sua irmã mais nova Pauline-Félicité enviou uma carta solicitando ser convidada para a corte. Louise Julie concedeu o desejo de sua irmã, mas ao chegar à corte Pauline-Félicité prontamente seduziu o rei e se tornou sua nova amante. Posteriormente, Louise Julie se retirou para um convento, onde se tornaria bastante religiosa. A condessa morreu em 1751 e foi sepultada no antigo Cemitério dos Inocentes, em Paris.

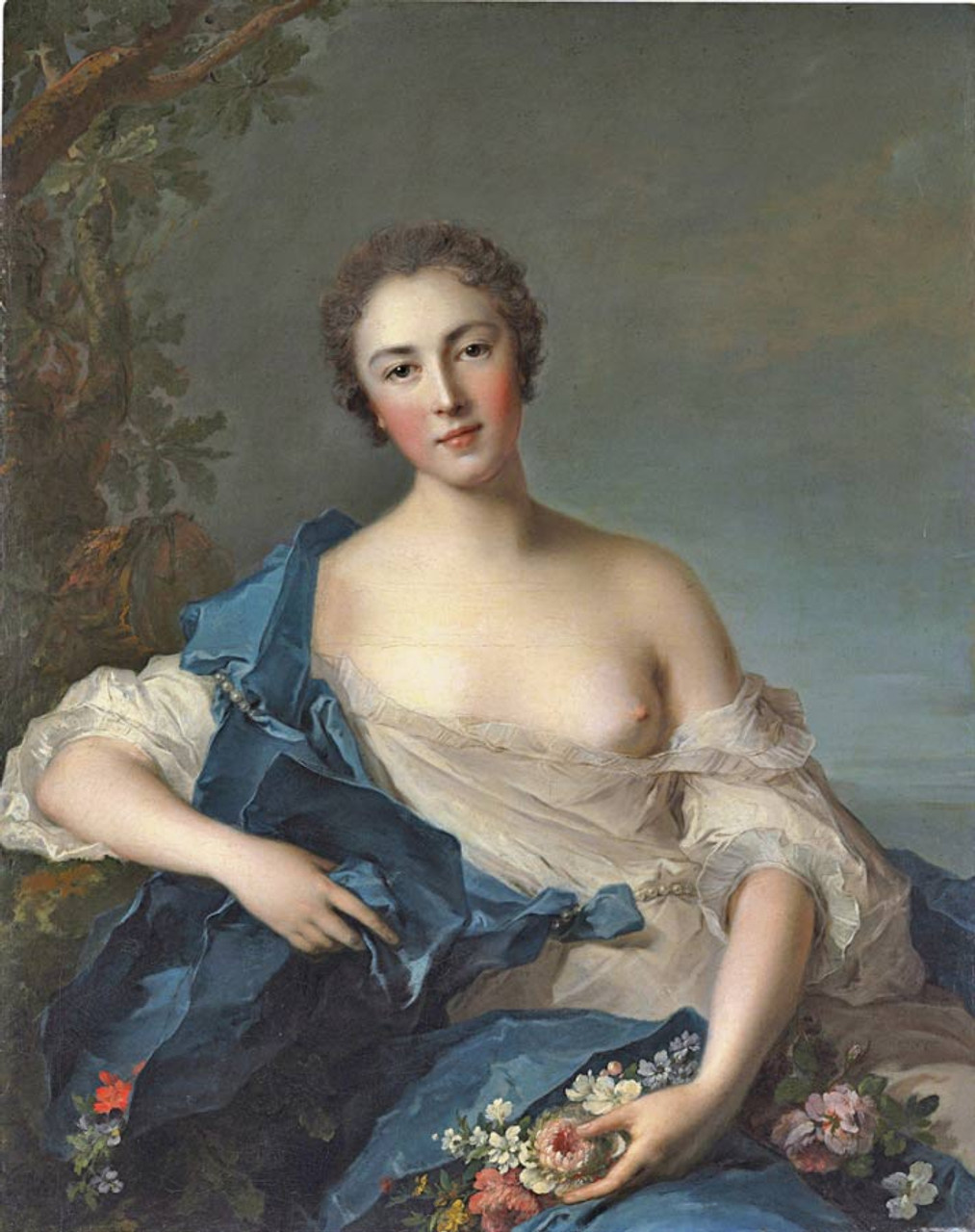
Pauline Félicité
Segunda filha dos marqueses de Nesle, Pauline Félicité passou sua infância no Convento de Port-Royal de Paris, um convento para meninas da nobreza, onde recebeu educação esmerada. Não muito bonita, mas ousada e espirituosa, ela havia anunciado no convento que o rei a amaria e que ela governaria a França e a Europa. Sua irmã, a condessa de Mailly, apresentou-a à corte em setembro de 1738. A condessa inocentemente pensou que estava trazendo uma de suas amigas próximas para o círculo de Luís XV, o que lhe permitiria distrair o rei, um jovem melancólico, tímido e cansado. Pauline Félicité, no entanto, não teve escrúpulos em substituir a irmã como amante real e até mesmo expulsá-la da corte. Em 1739, o rei casou-a com Jean-Baptiste Hubert Félix, conde de Vintimille, marquês de Luc e de Savigny sur Orge, sobrinho-neto do arcebispo de Paris. Em 2 de setembro de 1741, ela deu à luz um filho do rei, Charles de Vintimille, e morreu poucos dias depois à conta de complicações do parto em Versalhes. Oficialmente filho do marquês de Vintimille, Charles era chamado de "Pequeno Luís", devido a sua semelhança com o pai biológico, o rei. Luís XV ficou muito comovido com sua morte. Ela era uma das amantes que ele mais amava. Supostamente o rei ordenou que um molde do rosto post mortem de Pauline Félicité fosse feito. Após a morte de Pauline Félicité, Luís XV procurou novamente a condessa de Mailly e ambos reataram seu caso amoroso. Mas, a condessa, tão gentil como habitual, convidou outra de suas irmãs para a corte, Marie-Anne, marquesa de La Tournelle, que, por sua vez, a suplantou e a fez, mais uma vez e definitivamente, deixar Versalhes.
Marie-Anne

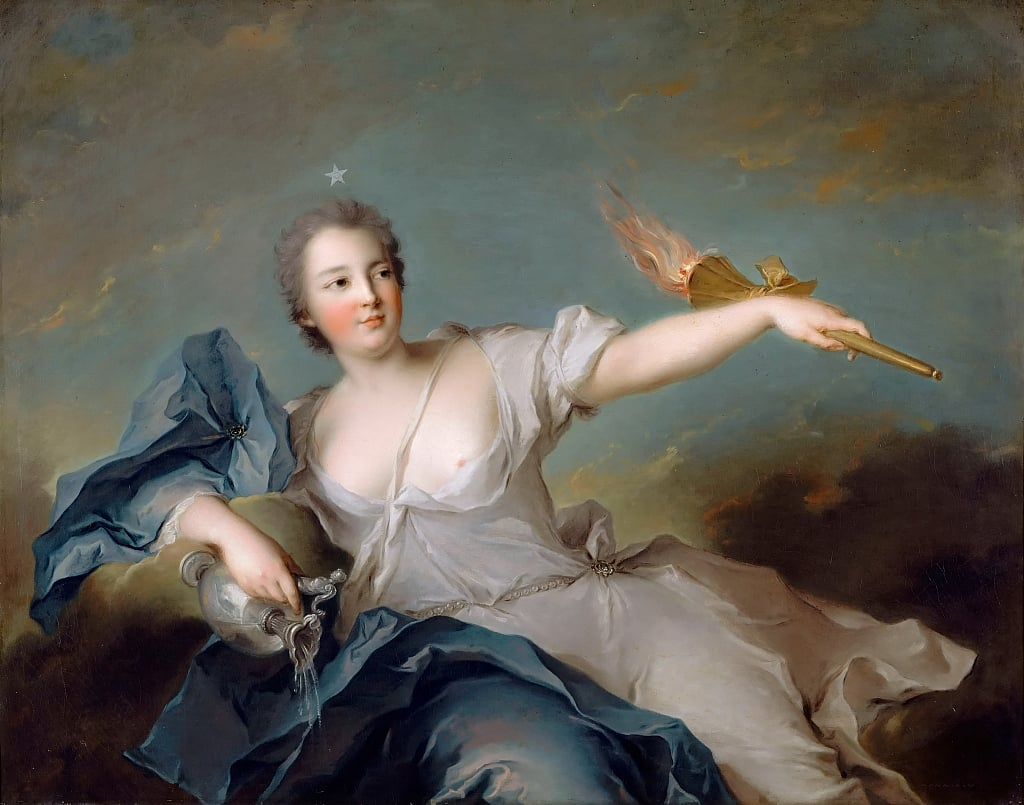
Marie-Anne retratada como o amanhecer.

A mais nova e notável das cinco famosas irmãs Nesle, Marie-Anne era conhecida como Mademoiselle de Monchy na sua juventude. Em 19 de junho de 1734, ela se casou com Jean Baptiste Louis, marquês de La Tournelle. Em 4 de outubro de 1724, a marquesa de La Tournelle entrou ao serviço da rainha por meio de sua irmã Louise Julie. Num baile de máscaras na terça-feira de Carnaval de 1742, o duque de Richelieu conduziu Marie-Anne até o rei e apresentou-os. A bela marquesa, no entanto, rejeitou primeiramente os avanços reais. Ela já tinha um amante, o jovem duque d'Agénois (mais tarde o duque d'Aiguillon), e não estava inclinada a dar o mesmo amor ao rei. Como resultado, Luís XV conspirou com Richelieu, tio d'Agénois, para livrar-se do jovem pretendente. A marquesa se recusou a ter relações sexuais com o rei até que ele provasse seu amor concordando em lhe dar o título de duquesa, o que concretizou-se com o monarca a nomeando "Duquesa de Châteauroux". Finalmente, influenciada por Richelieu e Madame de Tencin, tomou a decisão de se tornar amante real; cartas patentes foram emitidas em nome da duquesa e uma renda de 80.000 livres foi dada a ela. O rei a tomou como amante oficial em dezembro de 1742. Diferente das irmãs, que mantiveram-se longe dos assuntos de Estado, Marie-Anne foi a mais bem sucedida em manipular o rei e os cortesãos e a tornar-se politicamente poderosa. a duquesa tentou despertar no rei um grande senso de liderança, arrastando-o para fora do campo de batalha e encorajando-o a formar uma aliança com Frederico II da Prússia, em 1744. Poucos dias antes do Natal de 1744, a duquesa morreu de peritonite aos vinte e sete anos. Esta morte pareceu imediatamente muito suspeita e, mesmo sem provas, falava-se em envenenamento.
Diane-Adélaïde
Terceira filha dos marqueses de Nesle, Diane-Adélaïde era conhecida como Mademoiselle de Montcavrel na juventude. Em 19 de janeiro de 1742, ela se casou com Louis de Brancas, duque de Lauraguais e de Villars. Não sendo conhecida por sua inteligência, a duquesa de Lauraguais disse uma vez: "meu marido me traiu, então nem tenho certeza de ser a mãe dos meus filhos". Ela foi nomeada Dame d'atours (Senhora das vestes) da futura delfina de França, Maria Teresa Rafaela, em 1744. Descrita por contemporâneos como divertida, Diane-Adélaïde foi amante intermitentemente de Luís XV entre 1742 a 1745, ao mesmo tempo que sua irmã Marie-Anne. Na altura, corria o boato de que um dos métodos pelos quais Marie Anne mantinha o favor do rei era oferecer-lhe periodicamente um ménage à trois com a irmã Diane-Adélaïde; discutível ou não, o boato ocasionou um escândalo nacional. Nesse ínterim, o rei caiu doente e, afligido por uma crise religiosa, desejou renunciar ao seu adultério e amantes e pedir perdão à esposa. Marie Anne e Diane-Adélaïde receberam ordens de partir e durante sua viagem de volta a Paris as irmãs foram ameaçadas por multidões que ameaçaram linchá-las e sua carruagem foi atacada com pedras. Após a recuperação do rei, Marie Anne retornou a corte mas morreu pouco tempo depois. Após a morte da irmã, o rei por um curto período consolou-se com Diane-Adélaïde, no entanto, poucos meses depois, em 1745, Luís XV já tinha uma nova amante, a celébre Madame de Pompadour.
Hortense-Félicité

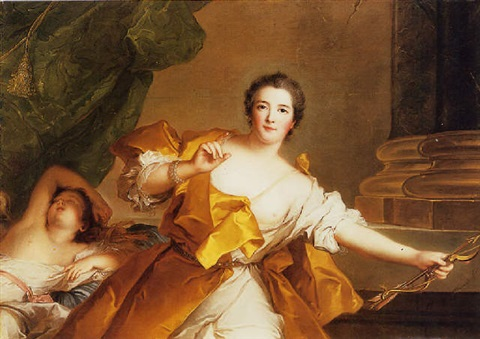
Pauline Félicité retratada como a deusa romana Vênus.

Quarta e penúltima filha dos marqueses de Nesle, Hortense-Félicité foi a única das irmãs de Nesle que não se tornou uma das amantes de Luís XV. Ela se casou com François-Marie de Fouilleuse, marquês de Flavacourt, em 1739. Eles tiveram dois filhos, Auguste de Fouilleuse, conde de Flavacourt e Adélaïde de Fouilleuse, mas o casamento foi infeliz; o marquês chegou a ameaçar matá-la se ela se tornasse "uma prostituta como as irmãs". Em 1742,  mesmo ano em que sua irmã Marie Anne se tornou amante oficial do rei, Hortense-Félicité foi nomeada Dame du Palais (Dama do Palácio) da rainha. Sua nomeação para dama teve estreita ligação com a queda de sua irmã Louise Julie como favorita real e a sucessão de sua irmã Marie Anne para essa posição. A própria rainha pediu que o lugar vago fosse dado a Marie Anne e, por sua mediação, ela garantiu a aprovação do rei para a candidatura da irmã ao cargo. Em 1766, a marquesa se aposentou como dama de companhia, mas continuou a comparecer à corte fora do ofício até 1774. Ela foi chamada de volta à corte em 1792 para participar da leitura das memórias de seu parente, o cardeal Richelieu (Correspondance du maréchal de Richelieu). A marquesa foi presa durante o reinado do Terror durante a Revolução Francesa, mas se comportou com um humor perante o tribunal, o que supostamente a salvou da execução; ela foi presa na Abadia de Oiseaux, mas foi libertada em 1794. Ela morreu em Paris em 1799, aos oitenta e quatro anos.

## Na cultura
O romance de 1879 dos irmãos Goncourt, La Duchesse de Châteauroux et ses sœurs, é baseado na vida das irmãs de Nesle. Em 1935, em Portrait des femmes, o escritor Émile Henriot recorreu às memórias imaginárias de uma poligrafia (Correspondance du maréchal de Richelieu, 1792) para inventar inúmeros diálogos e cenas fictícias sobre as irmãs. Elas são personagens centrais do romance The Sisters of Versailles (Simon and Schuster 2015), de Sally Christie.